# Adja Sanou Paye
Adja Sanou Paye (født 26. september 1989) er en kvindelig håndboldspiller fra Senegal. Hun spiller for Le Pouzin Handball 07 og Senegals kvindehåndboldlandshold, som venstre fløj.
Hun deltog ved verdensmesterskabet i håndbold 2019 i Japan.